# Letteratura cinese
Per letteratura cinese s'intende l'insieme dei testi creati dalla millenaria civiltà cinese, dai Cinque Classici attribuiti a Confucio, raccolti sotto la dinastia Zhou orientali (770-256 a.C.), alle celeberrime poesie Tang del periodo 'classico' (206 a. C. - 1911), fino alla letteratura moderna, nata con la caduta dell'impero (1911) e proseguita, dopo il regime maoista, fino a oggi.
Momento centrale della civiltà letteraria cinese è stata senza dubbio l'età classica. Particolarmente importanti per la poesia la Dinastia Han (206 a. C. - 220 d. C) e la Dinastia Tang (618-906 d. C.), che costituiscono due momenti tra i più significativi della poesia mondiale che eserciteranno profonda influenza sulla cultura giapponese, indocinese e persiana. Per la prosa, invece, da segnalare senz'altro l'età della Dinastia Ming (1368-1644) e della Dinastia Qing (1644-1911) in cui nasce il 'romanzo' moderno.
Importante ricordare la precoce diffusione in Cina della carta durante la Dinastia Han, quella della stampa xilografica durante la dinastia Tang e quella della stampa a caratteri mobili di Bi Sheng (990-1051) durante la dinastia Song (960-1279), le quali diedero ai testi scritti una diffusione mai conosciuta prima.

## I. L'età antica (770 a. C. - 206 a. C.)
Per età antica della letteratura cinese si intende il periodo che va dalla nascita della civiltà cinese fino all'affermazione dell'impero Han (206 a. C.).
Momento centrale è stata la dinastia degli Zhou orientali (770-256 a.C.), suddivisa a sua volta nel Periodo delle primavere e degli autunni (770-450 a. C.) e il Periodo dei regni combattenti (450-206 a. C.): nel primo nacque Confucio, nel secondo si svilupparono le Cento scuole di pensiero che impronteranno, assieme alla filosofia del Taoismo ad essi coeva, la cultura cinese fin dalle sue origini.

### I Cinque Classici confuciani e i primi testi taoisti

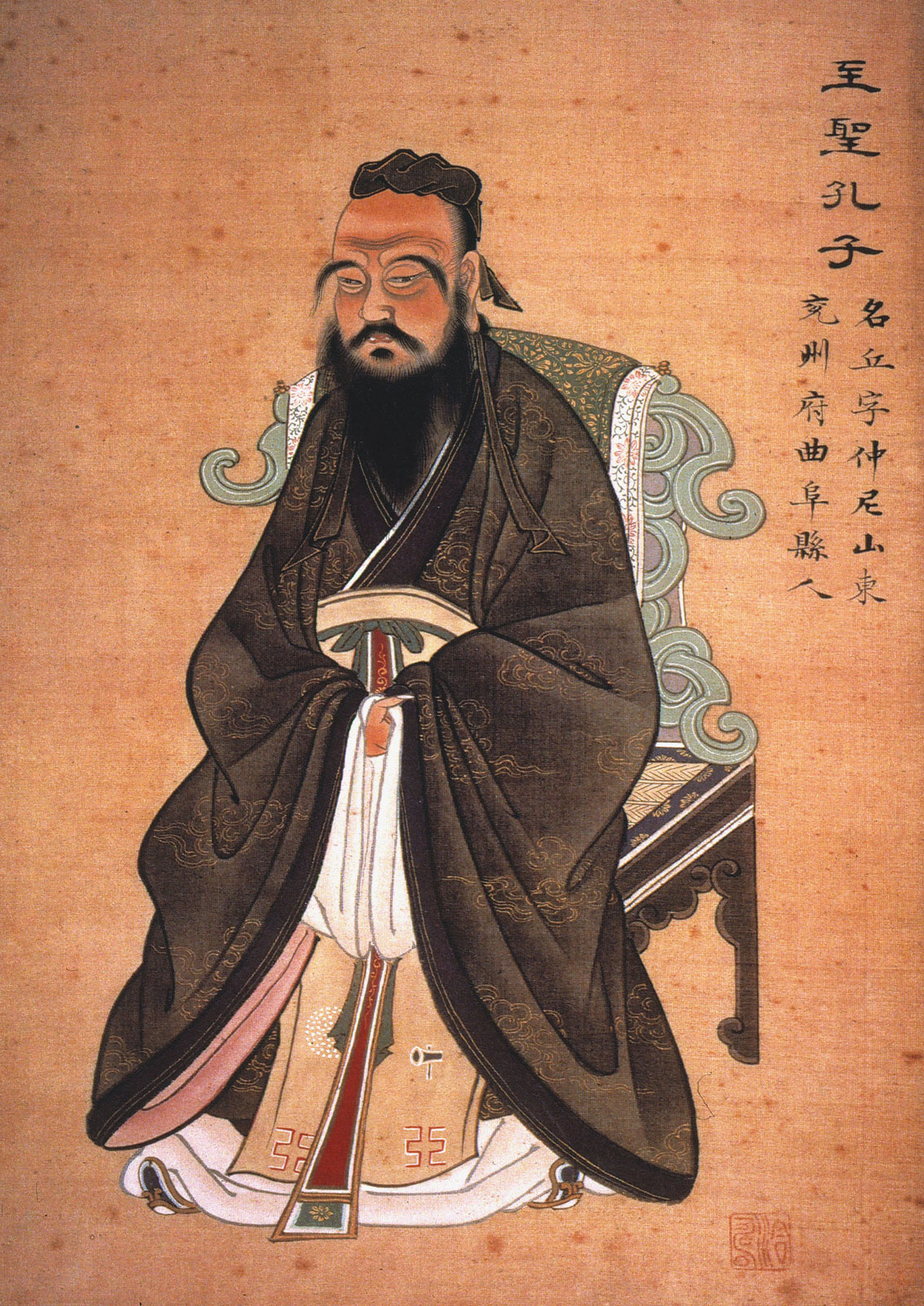
Confucio in un dipinto del 1770

I testi con cui la letteratura cinese ha inizio sono i Cinque Classici, raccolta di materiale orale ordinato durante il Periodo dei regni combattenti dai seguaci di Confucio ed attribuiti a lui e imprescindibili per intendere la cultura cinese. Essi sono:
- il Libro dei mutamenti (cinese tradizionale: 易經; cinese semplificato: 易经; pinyin: Yìjīng), un manuale di divinazione basato sul concetto dei trigrammi attribuito all'imperatore mitico Fu Xi;
- il Classico dei versi (cinese tradizionale: 詩經; cinese semplificato: 诗经; pinyin: Shījīng), più noto come Libro delle odi, composto di 305 poemi divisi in 160 canti, tutti in stile antico (v. oltre), comprendenti canti festivi, inni religiosi ed eulogie per varie cerimonie popolari e di corte. Gran parte delle odi sono composte di versi 4 sillabe, disposti spesso in quartine rimate. È un testo fondamentale poiché matrice di tutta la poesia cinese successiva.
- il Classico dei documenti (cinese tradizionale: 書經; cinese semplificato: 书经; pinyin: Shūjīng), una raccolta di documenti e discorsi tradizionalmente attribuiti ai sovrani e ai funzionari della prima dinastia Zhou, che contiene i primi esempi della prosa classica cinese;
- il Libro dei riti (cinese tradizionale: 禮記; cinese semplificato: 礼记; pinyin: Lǐjì), forma ricostruita di un'opera che andò perduta nel III secolo a.C. e che descrive antichi riti e cerimonie di corte;
- gli Annali delle primavere e degli autunni (cinese: 春秋; pinyin: Chūnqiū), resoconto della storia dello stato di Lu, paese nativo di Confucio, dal 722 al 479 a.C., opera di compilazione attribuita tradizionalmente allo stesso Confucio; .

Ai Cinque Classici si aggiungano anche gli  Analecta di Confucio (cinese: 論語; pinyin: Lún Yǔ), un libro di discorsi, detti e aneddoti attribuiti a Confucio e registrati dai suoi discepoli.
Fra i classici cinesi sono da annoverare opere come il Daodejing (cinese: 道德經; pinyin: Dàodéjīng), scritto dal celebre Laozi, fondatore della dottrina del Taoismo, altra dottrina centrale nella storia culturale della Cina.

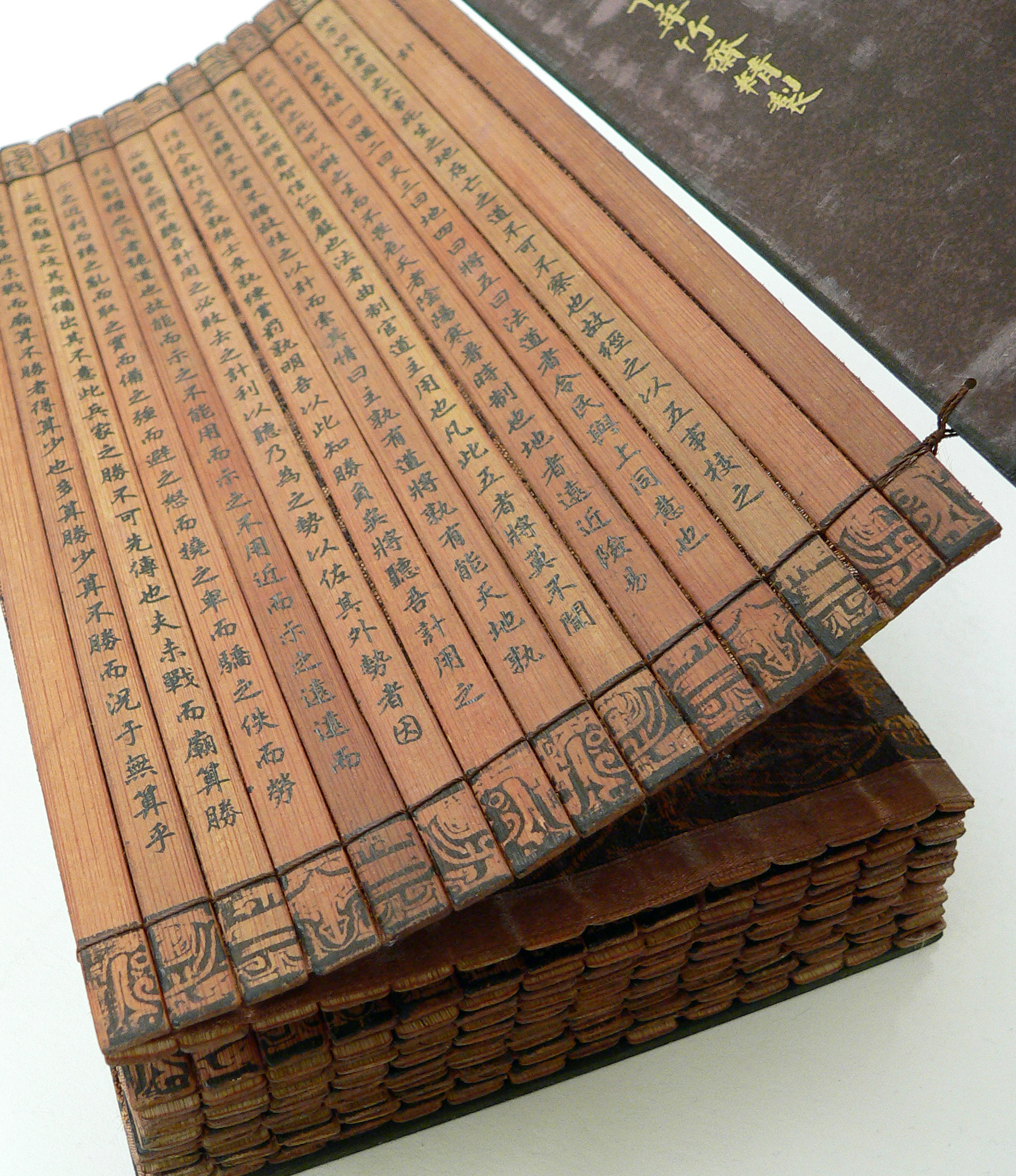
Copia su bambù dellArte della guerra. Collezione della University of California, Riverside.

### Testi storici ed enciclopedici

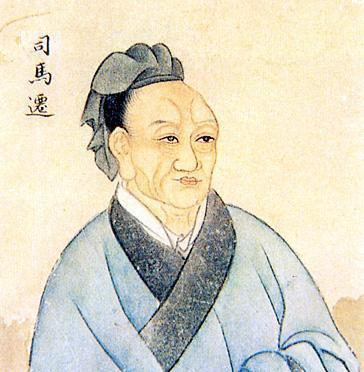
Sima Qian iniziatore della storiografia cinese, oltre 2000 anni fa.

La prima opera storica conosciuta è il Zuo Chuan (cinese: 左傳,  pinyin: Zuǒ Chuán), scritto non oltre il 389 a.C. ed attribuito allo storico Zuo Qiuming.
Si aggiunga, come opera storica, il Classico dei documenti, che fa parte dei Cinque classici confuciani, già noto nel 300 a.C., data della trascrizione rinvenuta nel 1993 in una tomba nell'Hubei. Il Classico dei documenti comprendeva anche informazioni geografiche sulla Cina del tempo.
Nel campo delle scienze militari, il classico L'arte della guerra (cinese: 孫子兵法; pinyin: Sūnzi Bīngfǎ), scritto da Sunzi nel VI secolo a.C., costituisce la prima pietra miliare nella tradizione dei trattati di strategia militare cinesi dei secoli successivi,
Fra le opere storiche sono da ricordare anche gli Annali di bambù, rinvenuti nel 281 d.C. nella tomba del re di Wei, morto nel 296 a.C. Tuttavia, al contrario del Commentario di Zuo, la datazione degli Annali di bambù è controversa.

## II. Età classica (206 a. C. - 1911).
Per età 'classica' della letteratura cinese si intende la letteratura della grande Cina imperiale.
La letteratura 'classica' copre così i secoli della Dinastia Han (206 a. C. - 220 d. C.), che per prima unificò stabilmente l'impero, il periodo del cosiddetto Medioevo cinese (220-589) durante il quale entrò in Cina il buddhismo, la Dinastia Sui (589-618) che riunificò l'impero, la Dinastia Tang (618-907), la Dinastia Song (960-1271), i secoli delle dominazioni straniere dei Jin e dei Mongoli (la cosiddetta Dinastia Yuan, 1271-1368), la Dinastia Ming (1368-1644) e la Dinastia Qing (1644-1911). È un periodo lunghissimo, come evidente, in cui la civiltà letteraria cinese, fra periodi più o meno produttivi, mostra dei caratteri sostanzialmente unitari e ben delineati, oltre che una grande capacità di sapersi rinnovare e di essere profondamente originale.
Questa continuità non fu garantita solo dalla forte tradizione culturale confuciana che, in qualche modo, è sempre presente, e dal culto imperiale, ma soprattutto dalle complesse politiche culturali intraprese dalle diverse dinastie regnanti, in particolar modo, per la letteratura, la Han e la Tang. La prima infatti provvide, proprio al fine di unificare culturalmente l'immenso impero, alla creazione dei famosi Esami imperiali attraverso cui selezionare e preparare i funzionari di palazzo, innanzitutto i poeti (con la conseguente identificazione del poeta con il funzionario di corte), mentre la seconda consolidò questa posizione e portò la civiltà cinese letteraria al suo massimo splendore.

## La poesia: stile antico e stile moderno

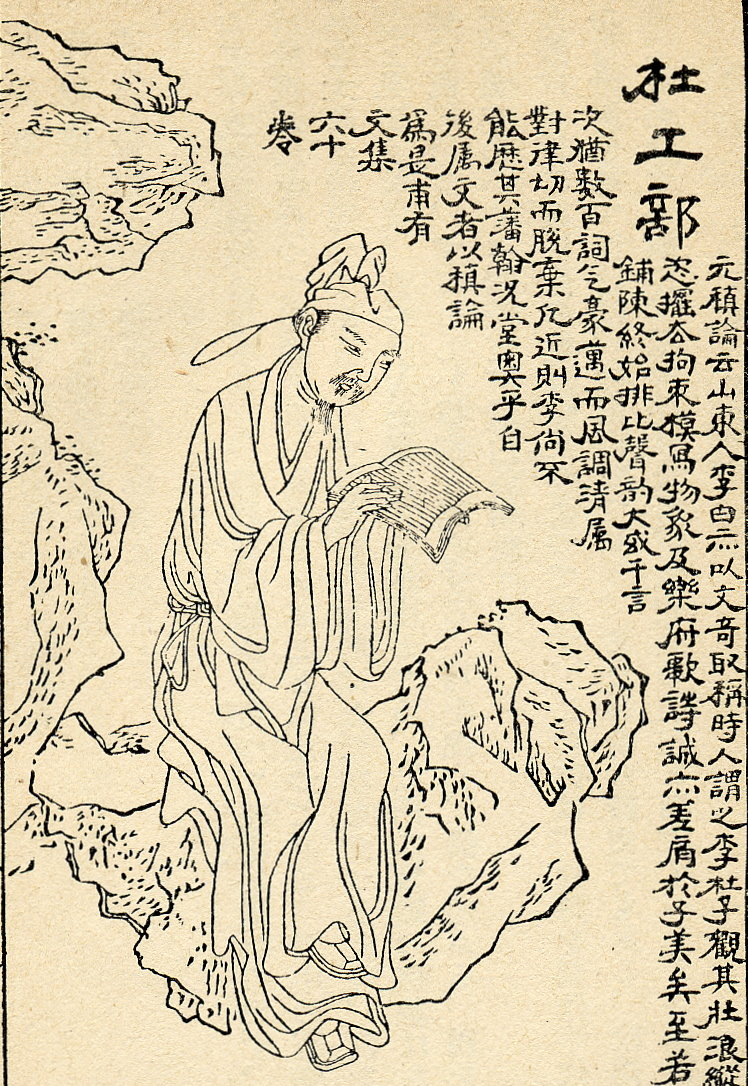
Du Fu (712-770), poeta della dinastia Tang

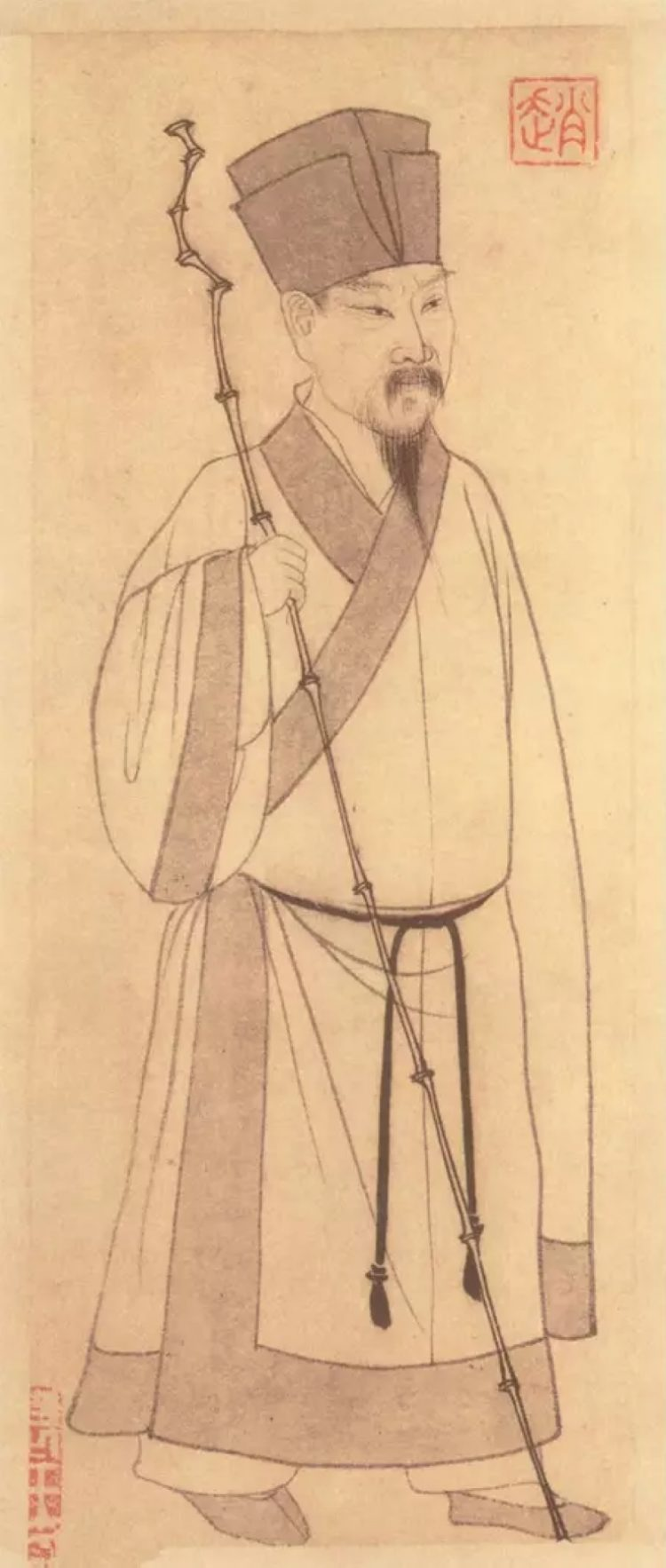
Su Shi (1037-1101), poeta ed uomo politico della dinastia Song

### Premesse: lo stile antico e caratteri generali
Come su accennato, la poesia cinese ha inizio con il Classico dei versi (Shi Jing) attribuito a Confucio, una raccolta di circa 300 canti popolari, spesso divisi in quartine rimate nelle sedi pari e in versi di 4 caratteri. Lo Shi Jing è composto nel cosiddetto stile antico: per comporre i versi, cioè, viene tenuto in considerazione solo il numero dei caratteri (non gli accenti, quantità delle sillabe, toni delle vocali o altro). Già da questa prima raccolta sono evidenti alcuni caratteri della poesia futura su cui sarà bene soffermarsi per comprendere la trattazione di questo paragrafo:
-  La poesia cinese viene distinta dalla tradizione cinese stessa secondo il metro (i più usati sono i versi di 5 o di 7 caratteri) e al tipo di stile (se di stile antico o moderno) e non secondo l'argomento, che è estremamente variabile. In genere per la narrazione di storie o eventi epici è usato lo yuefu, ad esempio, componimento che spesso ha carattere narrativo e spesso è costituito più strofe; tuttavia lo yuefu può essere anche costituito da una sola strofa e avere carattere 'lirico' o essere improntato su altri temi o avere parti in prosa. 
Idem per il gushi, spesso di carattere narrativo e strutturato su in più strofe, ma a volte anche costituito da una sola strofa per riflessioni di carattere diverso. Idem per il lushi, di rigorosi 8 versi, che non ha sempre carattere 'lirico', sebbene spesso lo abbia ecc. Se ci si muove secondo i criteri occidentali quindi (secondo i quali a un certo argomento corrisponde un certo metro in modo abbastanza rigoroso: la poesia narrativa sta al genere epico, la narrazione non poetica al romanzo, ai generi brevi come il sonetto o il madrigale spesso l'argomento lirico  etc...) si finirebbe per perdersi:. 
La poesia cinese, ad esempio, non conosce la poesia epica e la funzione di racconto delle gesta del passato mitico è affidata spesso agli yuefu, come quello di Mulan che, tuttavia, è un componimento di neanche 50 versi e che non ha a che vedere con l'epica nel senso occidentale. Per questa ragione, nella trattazione che segue, ci si limiterà a parlare delle forme metriche e dei periodi storici senza accennare agli argomenti propri di ciascun genere, poiché non ve ne sono di obbligatori, ma vi sono delle tendenze d'uso.
- È chiaro comunque che nella poesia cinese non è centrale il tema dell'amore (rarissime le poesie d'amore, anzi), ma sono centrali il tema della natura, dell'amicizia, quelli della religione, o anche la ricerca interiore e via di séguito, specie nei periodi in cui ebbero larga diffusione il taoismo e il buddhismo, filosofie meno imperniate intorno alla socialità e alla famiglia, come quelle confuciane;
- Al livello stilistico è già evidente nel Classico dei versi (Shi Jing) la tendenza al parallelismo formale (accostamento di due immagini analoghe in cui anche i membri grammaticali della frase sono disposti secondo un certo ordine), caratteristica inconfondibile della poesia cinese che, già evidente, verrà perfezionata nello stile moderno. Un esempio di parallelismo è: ''Montagne azzurre a Nord delle mura, / un fiume bianco a est della città. [...] Nubi vaganti: mente d'un viandante; / sole calante: cuore d'un amico''.

### Dinastia Han (206-a.C.-220 d. C.)
Dalla tradizione del Classico dei versi in stile antico si svilupperanno i nuovi generi, specie sotto la dinastia Han, momento fondamentale nella storia della poesia cinese ed asiatica tutta. Come accennato, a partire dall'imperatore Han Wudi, e per tutta la storia della Cina imperiale, la figura del poeta verrà a coincidere con quella del funzionario imperiale. Il quale veniva selezionato attraverso degli specifici esami imperiali che includevano anche una prova di poesia, oltre che di conoscenza della filosofia confuciana ovviamente: è questa la ragione per cui spesso i poeti cinesi sono implicati nelle vicende politiche della loro epoca, e per cui nella loro biografia è sempre indicato l'anno dell'esame.
In età Han entrano nella letteratura nuovi generi, sempre di stile antico: per primo il fu (賦), testo di lunghezza variabile in versi di diversa misura (dai 3 ai 5 ai 7 caratteri, anche di più), rimato, spesso introdotto e/o chiuso da un breve brano in prosa (quando non composto interamente in prosa).
Si perfeziona in questo periodo anche lo yue fu, testo originariamente accompagnato dalla musica: è composto da una o più quartine di 5 o di 7 caratteri, ma possono essere introdotti anche versi di diversa lunghezza. Le rime sono solo nelle sedi pari e possono essere diverse ad ogni strofa o uguali per tutto il componimento, La parola yuefu, in realtà, vuol dire 'Ufficio della Musica', una sorta di Ministero della Musica fondato dall'imperatore Han Wudi per raccogliere la musica e i testi delle cerimonie di corte: lentamente questo genere si sviluppò autonomamente, si diffuse e divenne un nuovo genere poetico del quale, oggi, non è rimasta la musica. Famoso yuefu è quello dedicato a Mulan (Magnolia), leggendaria eroina della storia antica (composto però dopo, in età medievale).
L'età Han fu anche un grande momento per il gushi, composto da quartine rimate nelle sedi pari, in versi di 5 o 7 caratteri. Si può usare la stessa rima per tutto il componimento o anche mutarla a ogni strofa, così come si può anche scegliere di aggiungere un distico, sempre rimato, in chiusura. Il parallelismo non è obbligatorio sebbene spesso cercato. Sarà da notare che a volte la parola gushi è usata come sinonimo generico di 'poesia in stile antico'.
Due raccolte famose di questo periodo sono le Diciannove antiche poesie che influenzarono le poesie delle epoche seguenti, e l'antologia poetica del Chǔcí (楚辭), attribuita al semi-leggendario Qu Yuan (屈原) (ca. 340-278 a.C.) e al suo discepolo Song Yu (宋玉).

### Il Medioevo (220-589) e la dinastia Tang (618-907): la nascita dello stile moderno (o 'regolato')
La poesia classica si sviluppò ulteriormente durante il Medioevo cinese quando nacque lo stile moderno (o 'regolato'), che trovò il suo massimo impiego durante la Dinastia Tang, l'età dell'oro della poesia cinese. Secondo lo stile moderno non bisogna solo tenere conto  del numero delle sillabe per la composizione del verso, come nello stile antico, ma anche dei toni delle diverse sillabe, I toni, ovviamente, dovranno essere disposti secondo una successione determinata in un preciso schema. La nascita dello stile moderno, per altro, non portò al declino dello stile antico; anzi, proprio l'età della Dinastia Tang fu un periodo di grande revival dello stile antico che rimase legato, come da tradizione, ai generi poetici più antichi, cioè lo yuefu, il fu, il gushi; in compenso possono esistere anche yuefu, fu o gushi in stile moderno, anche se più rari.
Lo stile moderno, a sua volta, diede vita a nuovi tipi di componimento cioè il lushi (8 versi regolati) e il jueju (4 versi regolati).
Il lushi consta di 8 versi regolati di 5 o 7 sillabe, rimati nelle sedi pari, dove però la rima deve essere la stessa per tutta la poesia. Lo schema del componimento diviene ora rigido: dopo i primi due versi di apertura, nei versi 3-4 e 5-6, infatti, devono essere posti due parallelismi, mentre negli ultimi due versi è posta la chiusura dove è possibile, sebbene raro, l'enjambement. Esiste anche il pailu, una forma estesa di lushi nel quale gli 8 versi canonici possono venire aumentati intervenendo sulla parte centrale del componimento, cioè aumentando la serie dei parallelismi. A volte la parola lushi può essere usata come sinonimo generico per 'poesia di stile moderno'.
Il jueju, invece, è una quartina di versi regolati di 5 o 7 sillabe dove rimano i versi 1, 2 e 4 (A, A, X, A): la quartina è un genere estremamente congeniale alla brevità della lingua cinese che verrà perfezionata in mille modi tanto da potersi considerare il tipo di componimento più diffuso e più diffuso dell'intero Estremo Oriente: è da essa, infatti, che si genereranno sia l'Haiku giapponese, sia la poesia indocinese, sempre in quartine. La quartina cinese inoltre si infiltrerà anche nella letteratura persiana, che ne fece uno dei suoi generi principali facendole toccare altissimi vertici ancora (si ricordi almeno il nome di ʿUmar Khayyām).
I più noti poeti del periodo Tang sono Li Bai (701-762), il ''Goethe'' cinese, famoso anche in Occidente, e Du Fu (712-770), Wang Wei (699-759), Wei Yingwu (737-792) e Liu Changqing (710-790), Bai Juyi  (772-846), che sono da ritenersi fra le più alte vette della poesia mondiale.
Le poesie Tang sono raccolte in due celebri antologie: la prima è Raccolta completa delle poesie Tang, in moltissimi volumi, compilata nel 1705, da cui fu tratta alla fine dello stesso secolo un'altra antologia nota come Trecento poesie Tang, che conosce anche una traduzione integrale in italiano (vd. bibliografia).

### Dinastia Song (960-1271)
Dopo la rigida poesia regolata, venne di moda sotto la dinastia Song, il ci (詞), di stile moderno, componimento scorrevole nato dai canti popolari di provenienza centro-asiatica, accompagnato dalla musica composto di versi rimati di lunghezza variabile. Il nuovo genere rispecchia la forte influenza, durante la dinastia Song, delle popolazioni straniere assorbite sulle frontiere del Nord Ovest (principalmente Turchi e Mongoli) che preannunciano la caduta dell'impero nelle mani dei Jin prima e di Gengis Khan nel 1271.
In età Song visse il poeta Su Shi (1037-1101), maestro anche della prosa, della calligrafia e della pittura.

### Età mongola: Dinastia Yuan (1271-1368)
Il periodo mongolo in cui i cinesi vennero esclusi dall'amministrazione pubblica, interruppe bruscamente il tradizionale rapporto fra poeta e corte imperiale: alla poesia non rimase in questa epoca che richiudersi in sé stessa in un raffinato ed ermetico esercizio sui generi lontani dal gusto cortigiano, cioè alla poesia per canto e al teatro.
Sempre sull'onda della moda straniera iniziata in età Song la poesia si semplificò e si unì ancora alla musica creando le ballate sanqu, in metro vario.
Allo stesso modo, sempre riferendosi al teatro popolare Tang e Song, si assistette a un grande fiorire del teatro: di questa epoca è lo Zájù, composto di musica e parole e destinato a diventare uno genere diffusissimo. A questo periodo rimandano anche la Storia della camera occidentale di Wang Shifu e la Storia del liuto di Gao Ming che forniranno il canovaccio all'Orfano della Cina di Voltaire e alla Turandot di Gasparo Gozzi (vd. la voce Teatro cinese)
Da questo momento la poesia 'classica' lentamente andrà scemando e verrà progressivamente assorbita nel teatro e in età Ming nel romanzo.

## La prosa

### Dalle Cento scuole agli Han
Dopo i Cinque Classici confuciani, la prosa cinese venne sviluppata dalle Cento scuole di pensiero durante il Periodo dei regni combattenti (450-222 a. C.).
Le centro scuole contribuirono molto all'evoluzione stilistica della prosa letteraria. Gli scritti di Mozi (墨子) (470-390 a.C.), Mencio (孟子) (Meng Zi; 372-289 a.C.) e Zhuang Zi (莊子) (369-286 a.C.) contengono esempi di discorsi accuratamente sviluppati e mostrano un notevole miglioramento nell'organizzazione e nello stile rispetto agli esempi di prosa precedenti. Mozi è noto per l'efficacia della sua prosa polemica; Mencio contribuì all'eleganza stilistica, e con Zhuang Zi fece grande uso nella sua prosa di metafore, allegorie ed aneddoti. Lo stile semplice e conciso sviluppato da questi scrittori servì da modello per oltre due millenni.
Il più antico dizionario cinese è l'Erya (cinese tradizionale: 爾雅; cinese semplificato: 尔雅; pinyin: Ěryǎ), risalente al III secolo a.C., uno scritto anonimo che fu in seguito commentato dallo storico Guo Pu (276-324).
Un altro importante testo antico è il libro di strategia politica Zhan Guo Ce (cinese tradizionale: 戰國策; cinese semplificato: 战国策; pinyin: Zhàn Guó Cè), scritto fra il III e il I secolo a.C. riunendo frammenti di documenti rinvenuti in una tomba a Mawangdui.

### Dinastia Han (206-a.C.-220 d. C.)
Anche nella prosa, tuttavia, una svolta si ebbe sotto la Dinastia Han. Sebbene cronistorie ed altri documenti storici esistessero già in precedenza, il testo storico cinese più importante dell'antichità sono le Shiji (cinese tradizionale: 史記; cinese semplificato: 史记; pinyin: Shǐjì) di Sima Qian (145 a.C.-90 a.C.) che gettò le fondamenta della storiografia cinese, divenendo un modello per tutti i testi storici compilati sotto le dinastie successive. L'opera di Sima Qian - che è spesso paragonata a quella del greco Erodoto per l'ampiezza e il metodo - copre la storia cinese dalla mitica dinastia Xia fino al regno dell'imperatore Wu di Han.
L'influenza dello Shiji sugli storici cinesi fu grandissima, dall'opera di Ban Biao, Ban Gu e Ban Zhao, il Libro degli Han (cinese tradizionale: 漢書; cinese semplificato: 汉书; pinyin: Hànshū) che fu la prima vera storia dinastica della Cina, all'enorme opera Zizhi Tongjian (cinese tradizionale: 資治通鑒; cinese semplificato: 资治通鉴; pinyin: Zīzhì Tōngjiàn) di Sima Guang, in onore dell'imperatore Song Shenzong (1084), della dinastia Song.
All'età Han risalgono anche il Classico della pietà filiale, attribuito a Zeng Can, che avrà profonda influenza sulla filosofia confuciana, e un classico del taoismo come lo Huainanzi (cinese: 淮南子; pinyin: Huáinánzǐ), scritto da Liu An nel II secolo a.C., uno dei primi testi cinesi a trattare materie come la geografia e la topografia.

### Il Medioevo  (220-589) e la dinastia Tang (618-907)
Col crollo dell'impero, la cultura cinese abbandona per un momento la tradizione confuciana e si accosta alle dottrine di Buddha e di Laozi, più vicine alle esigenze di esplorazione interiore.  Il lungo periodo di rinnovamento che fu il Medioevo portò a nuove forme anche nella prosa, non solo la foltissima letteratura taoista e buddhista ma anche la nascita della critica letteraria, sempre di matrice buddhista.
In generale la prosa si distingue in due filoni, il pianwen cioè la 'prosa parallela', prosa artificiosa ed erudita, piena di parallelismi formali, e lo xiaoshuo cioè la 'novella', molto frequentata dal taoismo e dal buddhismo. Capolavoro della prima prosa medievale è il Taohua yuan ji (Memoria della sorgente dei fiori di pesco) di Tao Qian (356-427) che rimane un classico immortale e che sarà tema di innumerevoli opere e poesie successive.
Nasce in questo periodo anche la critica d'arte con il Guhua pinlu (Classificazione degli antichi pittori) di Xie He del VI secolo.
Sotto la dinastia Tang, dopo l'artificiosità della 'prosa parallela', si tornò ai modelli del periodo Han e pre-Han come mostra l'opera enciclopedica Yiwen Leiju (cinese tradizionale: 藝文類聚; cinese semplificato: 艺文类聚 ; pinyin: Yìwén Lèijù) completato da Ouyang Xun nel 624, con l'aiuto di Linghu Defen e Chen Shuda, definito, per opposizione guwen cioè 'stile antico'. Grande fioritura ebbe lo xiaoshuo, la 'novella',  prosa letteraria ma semplice ed efficace: da qui nacquero le Chuanqi cioè le 'narrazioni meravigliose', prose di carattere fantastico ed amoroso tra cui saranno da ricordare La scimmia bianca e Il governatore dello stato tributario.

### Dinastia Song (960-1279)
Come in poesia, sotto la dinastia Song anche in prosa si aprirono nuove tendenze.
Da un lato l'età Song segna l'apice della letteratura erudita ed enciclopedica come mostrano i Quattro grandi libri dei Song (cinese tradizionale: 宋四大書; cinese semplificato: 宋四大书; pinyin: Sòngsì Dàshū) (X-XI secolo) iniziata da Li Fang e portata a termine da Cefu Yuangui, o lo Specchio generale per il governo (Zihi tongjan) di Sima Guang. A questo periodo risale anche la  Raccolta delle più importanti tecniche militari (cinese tradizionale: 武經總要; cinese semplificato: 武经总要;  pinyin: Wǔjīng zǒngyào) scritto nel 1044 è fondamentale per la conoscenza degli sviluppi dell'uso delle armi da fuoco in Cina.
La seconda tendenza invece, è opposta a quella erudita e prosegue la prosa xiaoshuo del periodo Tang, divenuta molto frequentata, specie dal teatro, che li riusava per i propri canovacci. È in questa età che si affermano, nello stesso gusto dell'esotico e del fantastico, i racconti di viaggio, fra i quali saranno da ricordare Fan Chengda (1126-1193) e Xu Xiake (1587-1641) e il Racconto della Montagna Shizhong (cinese tradizionale: 石鐘山記; cinese semplificato: 石钟山记; pinyin: Shí Zhōng Shān Jì) di Su Shi, dell'XI secolo.

### L'età mongola: dinastia Yuan (1271-1368)
Nella prosa, questa epoca è importante per la diffusione di storie e di canovacci di matrice popolare e di stile più semplice, sempre sull'onda della moda 'barbara' che già in età Song aveva diffuso il gusto della poesia per musica e dei racconti orali. È da questi testi, più immediati e semplici, che fiorirà la grande stagione del romanzo Ming e che avrà grande influenza sul teatro cinese dell'epoca (vd. sotto). Da segnalare, in età mongola, inoltre, la pubblicazione delle storie dinastiche dei Liao, dei Jin e dei Song.

### La dinastia Ming (1368-1644)
La Dinastia Ming segna una svolta nella storia della prosa cinese. Nasce ora una vasta messe di romanzi che segnano una nuova pagina che prelude alla nascita della letteratura cinese moderna. Da ricordare sono il Romanzo dei tre regni di Luo Guanzhong, il famosissimo Sul bordo dell'acqua, trasmessoci in redazioni diverse, il Resoconto del viaggio ad occidente di Wú Chéng'ēn e il Padiglione delle peonie di Tāng Xiǎnzǔ (1550-1616), quasi tutti basati su canovacci diffusi in età mongola e Song.
Di età Ming è il monumentale  Yongle Dadian (cinese tradizionale: 永樂大典; cinese semplificato: 永乐大典; pinyin: Yǒnglè Dàdiǎn) (1408) composta da un totale di 50 milioni di caratteri., e il Manuale del drago di fuoco scritto prima della morte di Liu Ji, utile per la conoscenza degli sviluppi dell'uso delle armi da fuoco in Cina.
La storiografia cinese classica fino alla dinastia Ming è riassunta nelle Ventiquattro Storie.

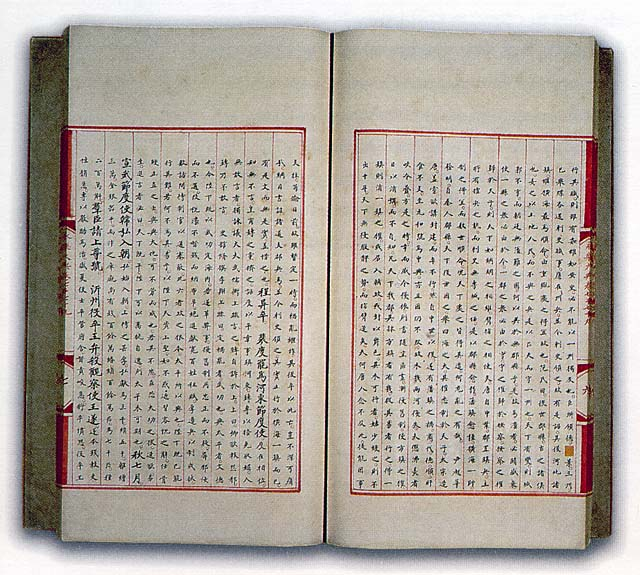
L'enciclopedia Yongle Dadian (1403)

### Novelle
Nel periodo della dinastia mancese Qing gli autori cinesi riscoprono la passione per il romanzo e per la prosa, e in particolare si diffuse il romanzo cinese classico, che non utilizzava più il bái huà (o lingua vernacolare), ma il wényán, lingua più adatta ai testi scritti e che divenne la lingua appunto della letteratura cinese moderna.
Una delle poche eccezioni a questa regola fu Lǐ Yú (李渔), autore tra l'altro di numerosi drammi teatrali. Lǐ aveva come caratteristica quella di prendere novelle stereotipate per riscriverle variandone il punto di vista, spesso aggiungendo una satira politica riguardante argomenti attuali all'epoca. La prima raccolta di novelle di Lǐ venne pubblicata nel 1656 col titolo di Teatro Muto (无声戏) e venne scritta utilizzando la lingua parlata. Il tema della raccolta era l'amore, indistintamente se si trattasse di amore tra uomo e donna o amore omosessuale. Proprio il rapporto tra uomo e donna era un argomento molto a cuore a Lǐ, che si fece sostenitore dell'abolizione della tradizione che obbligava le donne a fasciarsi i piedi. La seconda raccolta venne pubblicata alcuni anni dopo ed aveva come tema fondamentale le torri. Sempre composta da dodici novelle, gli argomenti pungenti e le trame sessuali esplicite la resero molto apprezzata e diffusa.

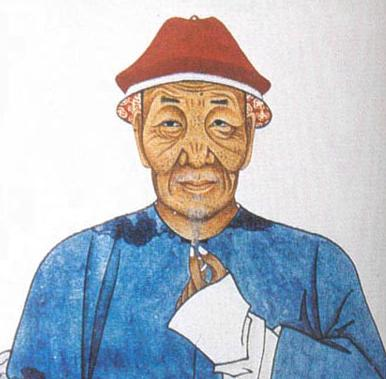
Pu Songling

Un altro autore fondamentale per quel periodo fu Pu Songling (蒲松龄), insegnante privato di professione e autore di uno dei testi più apprezzati di tutta la letteratura cinese, Racconti straordinari dello studio Liao. In questa raccolta di novelle fantastiche il personaggio più ricorrente è la volpe magica, spesso protagonista delle novelle stesse. La caratteristica che rese Pu apprezzato dalle folle fu la sua abilità nel riuscire a scrivere testi che fossero leggibili sia dalle persone comuni che dalle persone colte.
Quasi cent'anni dopo la morte di Lǐ, avvenuta nel 1680, un altro scrittore riprende il tema sessuale nella sua opera maestra. Shěn Fu(沈復) è infatti l'autore di Sei racconti di vita fluttuante irreale (浮生六记), un'opera dalla difficile classificazione letteraria, in quanto i sei testi che la compongono hanno caratteristiche proprie sia del romanzo che della novella. In più, due dei sei racconti non sono arrivati fino a noi, e quindi il testo non è completamente decifrabile. Ciò che si sa per certo è che il tema del racconto si suppone essere autobiografico, il rapporto tra il protagonista e la moglie sarebbe lo stesso che aveva con la consorte lo stesso Fu. Per la prima volta uno scrittore cinese parla della propria vita privata all'interno di una sua opera in maniera non fraintendibile. Ogni sezione rispecchia un avvenimento importante della sua vita. Nella prima sezione narra dell'innamoramento per la moglie e della loro complicità. Nella seconda entra molto più in dettaglio e continua a narrare del loro rapporto e dei loro passatempi, tra cui le poesie e il giardinaggio. Dalla terza sezione in poi la storia si va incupendo, in quanto prima il rapporto si incrina a causa di vicende familiari, finendo con la morte della moglie stessa.
Rimane infine da considerare quello che viene considerato da innumerevoli articoli storici il più grande scrittore cinese di tutti i tempi, Cao Xueqin: la sua opera maestra, Il sogno della camera rossa (cinese semplificato: 红楼梦; cinese tradizionale: 紅樓夢; pinyin: Hónglóu Mèng) (1792), è composta da ben 120 capitoli (anche se solo i primi 80 sono da attribuire a lui) ed è stata pubblicata trent'anni dopo la sua morte, e circa 100 milioni di copie vendute. La trama narra di una nobile famiglia cinese, vivente in una non bene determinata città della Cina, le cui vicende amorose si intersecano con personaggi secondari di ogni ceto sociale e con ogni tipo di gusto o perversione sessuale. La cosa straordinaria che caratterizza il romanzo è che oltre quaranta personaggi vengono ritenuti principali, mentre sono quasi seicento quelli secondari. È stato scritto in vernacolo, non in lingua classica.
I principali autori di questa epoca Wei Yuan (1794-1856) Cao Xueqin (1724-1763) Feng Menglong (1574-1645) Shen Fu (1763-1810) Lǐ Yú (1611-1680) Pu Songling (1640-1715).

### Romanzo
Il romanzo durante il periodo della dinastia Qing ha come caratteristica quella di essere scritto utilizzando ambientazioni e personaggi inventati, ma inseriti in una trama spesso ispirata da avvenimenti reali. L'autore si diverte a giocare con il suo ruolo di creatore e si diverte a manipolare l'andamento della storia a suo piacimento in maniera marcata, commentando persino con ironia il proprio ruolo. In questo periodo sono due i filoni di letteratura principali. Il primo filone è composto da testi scritti da persone di elevato ceto sociale o di elevata cultura; i testi possono essere o “di talento” (rivolti ad un pubblico maschile) o “di bellezza” (cioè rivolti ad un pubblico femminile). La storia si sviluppa spesso intorno a temi banali e scontati: il bel giovane che deve superare una prova per conquistare la bella donzella è un leitmotiv in questo tipo di testo colto dell'epoca. Il secondo filone viene considerato più rivolto verso il popolo ed è scritto da un ceto medio – basso, tanto che la maggior parte dei testi giunti fino a noi è anonima. Le trame hanno spesso come soggetti dei soldati e la loro prole. Questi testi sono stati aggiornati pian piano con sempre nuove avventure, diventando delle vere e proprie saghe. Del primo filone fa senza dubbio parte Storia dei Sui e dei Tang di Chǔ Rénhuò. Composto da 100 capitoli più una prefazione, parla di una storia d'amore tra un imperatore del Cinquecento e della sua concubina. Un altro romanzo considerato opera per letterati è la Storia non ufficiale della foresta dei letterati di Wu Jingzi (吴敬梓). Lo scopo di Wu era quello di criticare la letteratura dei suoi contemporanei, ma dato che aveva paura di essere censurato, adattò la sua critica alla letteratura di epoca Ming.
I principali autori di questa epoca sono Wú Jìngzǐ (1701-1754) Chǔ Rénhuò (1665- ND) Lǐ Rǔzhēn (1763-1830) Liu È (1857-1909) Kǒng Shàngrèn (1648-1718).

## Il teatro: breve profilo

### Dinastia Tang (618-907)
Le origini del teatro cinese sono antichissime e vengono fatte risalire ai riti sciamanici accompagnati da musica e danza. Sebbene si abbia conoscenza di forme di teatro risalenti alla dinastia Qin e Han, le prime forme documentate risalgono solo alla dinastia Tang e sono brevi canovacci probabilmente improvvisati da attori non specializzati. L'imperatore Xuan Zong (712–755) fondò un'Accademia che allestiva le proprie opere alla sua presenza nel Giardino delle Pere (梨园/梨園; líyuán), la prima accademia di teatro cinese.

### Dinastia Song (960-1279)
Con la dinastia Song prese forma, presso le corti del Sud, il dramma meridionale (Nánxì 南戏/南戲) nel quale il dialogo in versi è interamente cantato. I tre drammi pervenuti, anonimi, non hanno divisioni interne in atti o scene e, secondo le descrizioni contemporanee, erano accompagnati da un'orchestra.
Si affermò in questo periodo anche il teatro d'ombre e di marionette.

### Età mongola: dinastia Yuan (1279-1368)
Si sviluppa nella Cina settentrionale il teatro Zájù (雜劇) nel quale si definirono i ruoli standardizzati. I drammi erano divisi in più atti, generalmente quattro, e, a differenza del dramma Song, solo il personaggio principale cantava mentre gli altri parlavano. Il teatro del periodo mongolo è caratterizzato dal ricorso ai temi tradizionali ed epici o anche temi legati alla società contemporanea, che saranno importanti per lo sviluppo della prosa moderna,
A sud, invece, si diffuse intanto un genere di opera popolare detta Chuánqí (傳奇, racconto meraviglioso) cui appartiene il capolavoro La storia del liuto (Pípa jì, 琵琶記) di Gāo Míng (c. 1301-1370), che riproduce il conflitto fra pietà filiale e lealtà al trono, di chiara ispirazione confuciana.

### Dinastia Ming (1368-1644)
Durante l'età Ming il teatro subisce una nuova forma principalmente ad opera dell'attore e musicista Wei Wei Liangfu (c. 1522-73), nacque una nuova forma, il Kūnqǔ (昆曲) che unificava vari stili della Cina meridionale. Esso è un teatro aristocratico, affidato a compagnie private, dal linguaggio elegante, da un ridotto accompagnamento musicale, che lascerà presto spazio a forme di teatro più popolare.

## III. L'età moderna (dal 1911 a oggi)
Con età moderna della letteratura cinese si intende il periodo che va dalla caduta dell'impero all'instaurarsi del regime maoista fino alla letteratura di oggi.

## Il periodo repubblicano (1911-1949)
La dinastia dei Qing finì il 10 ottobre 1911. Come per molti aspetti di vita quotidiana, anche la produzione artistica mutò col tempo.  Il fatto più importante nell'evoluzione culturale cinese viene ricordato come il movimento del 4 maggio 1919, avvenuto proprio in quella data, quando una grande protesta venne effettuata dai giovani letterati cinesi, che protestavano per il trattato di Versailles e che chiedevano a gran voce la formazione di un movimento universitario giovanile. Nasce infatti negli anni del periodo repubblicano una nuova letteratura, con una nuova fioritura del racconto prima e del romanzo poi. Caratteristiche di questa nuova narrativa erano: l'avvicinamento a tematiche e stili di scrittura occidentali; utilizzo della ‘'baihua'’ come linguaggio di scrittura; avvicinamento di molte donne alla scrittura. La maggior parte degli spunti erano autobiografici, come per uno dei filoni delle opere del periodo Qing, cambiava però l'ambientazione del racconto: prima si svolgeva nelle campagne del 1600, ora si ambienta spesso nelle grandi metropoli cinesi come Pechino. Proprio questa città divenne in quegli anni una delle grandi capitali economiche del mondo, e le sue case editrici si fecero un nome pubblicando interessanti testi, molti dei quali provenienti dai giovani universitari che si stavano formando nell'università di Pechino.

### Racconti di denuncia
La narrativa di quel periodo, oltre ad avere un impulso fortemente autobiografico, aveva la peculiarità di essere improntata verso una ferrea critica alle autorità e alle ingiustizie dei più ricchi. Il più rappresentativo di questo nuovo tipo di scrittura fu Lu Xun (鲁迅), pseudonimo di Zhou Shuren (1881-1936) (周树人). 

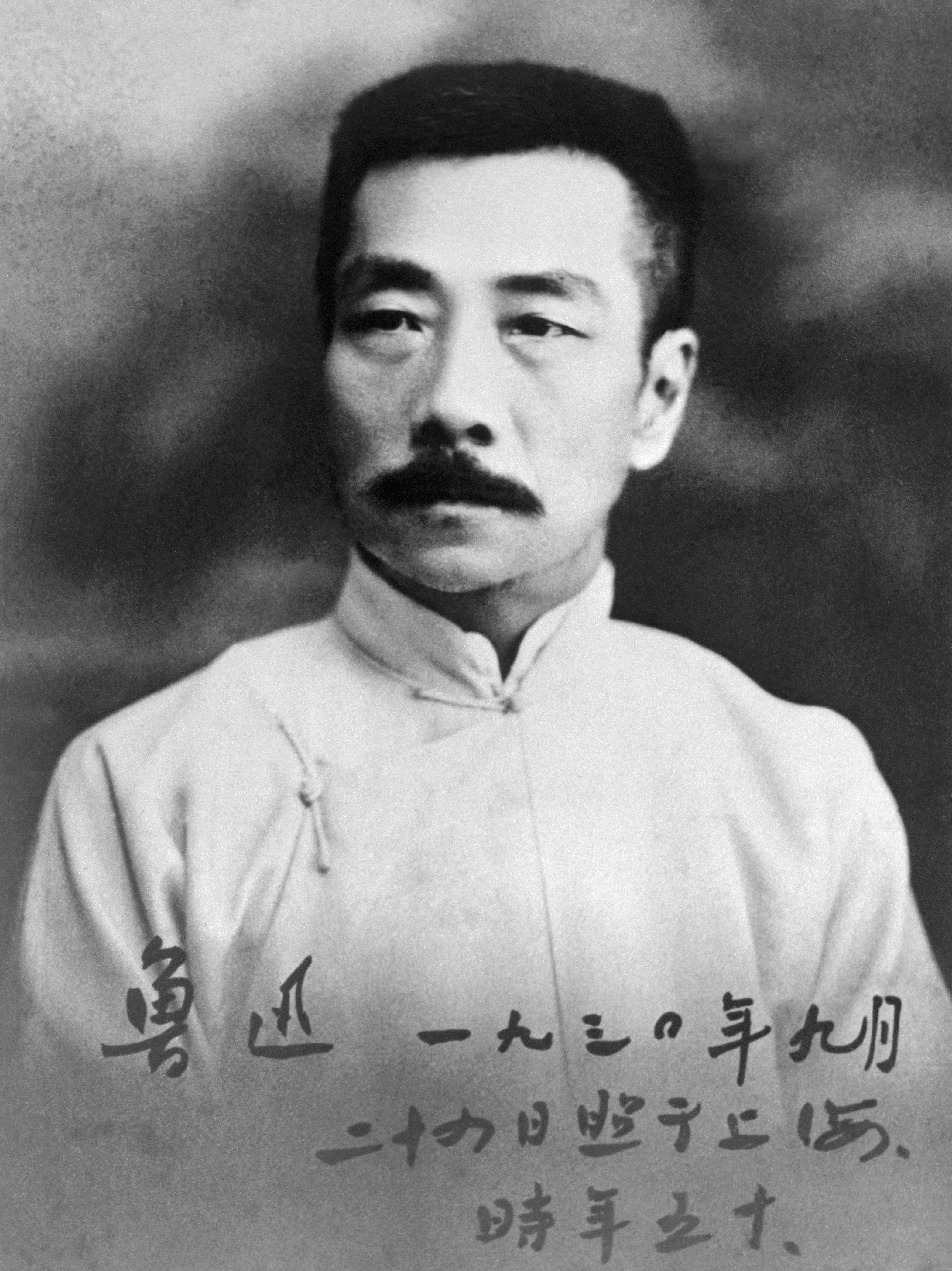
Lu Xun

Nato in una famiglia di letterati(il fratello era scrittore e il padre studioso), trovò ben presto contatto con il male della società cinese, il nonno venne infatti impiccato per corruzione, mentre il padre morì nel 1896 a causa di una grave malattia. Dopo aver seguito degli studi di medicina a Tokyo si rese conto che la cosa più importante non era curare il fisico ma la mente, e tornò in patria, dove lavorò al ministero dell'educazione e contemporaneamente insegnò all'università. Le sue produzioni iniziali non erano altro che traduzioni dal tedesco di opere di narrativa, che eseguiva e pubblicava insieme al fratello. Il suo primo romanzo degno di nota fu Diario di un pazzo, denuncia diretta e schietta delle ingiustizie della società cinese. A seguire, nel 1926 pubblicò anche Grida di guerra (喃喊) e Errare incerto (彷徨) altri due testi di critica derivanti da esperienze della sua vita privata. La sua opera più famosa risale però al 1922, e si intitola La vera storia di Ah Q. A Q è un disgraziato operaio cinese che nonostante venga perseguitato da sfortune e ingiustizie riesce sempre a trovare il lato positivo delle cose, persino nella sua condanna a morte avvenuta per errore. La storia di A Q voleva essere una dimostrazione di come la società cinese colpisse senza verificare mai in alcuna maniera chi o cosa stava attaccando.
Un altro scrittore dell'epoca degno di considerazione fu Mao Dun, pseudonimo di Shen Yen-Ping. Sin da giovane dimostrò di essere un rivoluzionario: partecipò alla fondazione della “Società degli studenti letterati” nel 1921 e la “Lega degli scrittori di sinistra” nel 1930. In realtà il suo originale pseudonimo era Mao Tun, che in cinese significa contraddizione (contraddizione che lo scrittore vedeva nella nuova società cinese), e che venne corretto, da un suo amico durante le pubblicazioni per evitare problemi di persecuzione. Tra le sue opere si ricordano: Mezzanotte, una visione della Shanghai dei manager corrotti e della vita notturna della città; Bachi di seta in primavera, uno dei pochi romanzi ambientati in aperta campagna scritti in quel periodo, e Corruzione, un'opera incompiuta scritta per informare il popolo e le nazioni estere delle atrocità compiute dal partito politico Guomindang. Dopo esser scappato all'estero durante la guerra cino-giapponese, rientrò in patria nel 1949, diventando Ministro della Cultura per la Repubblica popolare cinese.
Leggermente fuori dallo schema tradizionale della nuova sinistra, nella quale si trovano tutti gli autori finora citati, vi è Yu Dafu (1896-1945). Dopo aver studiato economia a Tokyo, Dafu tornò in Cina dove lavorò come insegnante universitario e giornalista. Appartenne alla “Società Creazione”, un'associazione di letterati che contestava la critica fatta dai letterati dell'epoca alle autorità, e sosteneva che l'arte andasse usata solamente per scopi artistici. La sua opera più importante è, secondo l'Associna, Naufragio. In questo racconto di tipo parzialmente autobiografico, l'autore raccontò la storia di un ragazzo cinese che studiava a Tokio e che aveva una fissazione per il sesso. Questa sua fissazione però era accompagnata da una completa inettitudine, e il ragazzo si trova più di una volta in situazioni umilianti, finendo per suicidarsi. Dafù fu ucciso dalla polizia giapponese durante la guerra sino-giapponese, all'età di 49 anni.

#### Principali autori
- Lu Xun (1881-1936)
- Mu Shiying (1912-1940)
- Mao Dun (1896-1981)
- Dai Wangshu (1905-1950)
- Zhu Xiang (1904-1933)
- Li Jinfa
- Ge Xiao

## Il periodo maoista (1949-1976)
Il 1º ottobre 1949 venne proclamata la Repubblica Popolare Cinese da Mao Tse-Tung, carismatico leader del Partito Comunista Cinese. Ancor prima della sua ascesa al potere però, durante le battaglie per il controllo della Cina, Mao pronuncio i “Discorsi sulla funzione della letteratura e dell'arte”, nei quali sosteneva che le produzioni artistiche e culturali del popolo cinese andavano messe al servizio del socialismo. «La letteratura e l'arte devono essere al servizio del popolo, per l'edificazione del socialismo, subordinate alla politica; gli scrittori e gli artisti rivoluzionari devono identificarsi con i lavoratori».. Tipico esempio di scrittore come lo voleva Mao era Lu Xun, che con i suoi scritti aveva denunciato i malcostumi degli anni precedenti.
Nel 1966 Mao, non più a capo del governo ma comunque sempre membro di spicco del Partito Comunista Cinese, promosse la Rivoluzione culturale, affidando un potere non ufficiale ma comunque forte alle Guardie Rosse, un movimento composto da studenti dei licei e delle università, che avevano come obbiettivo quello di eliminare le influenze capitaliste che si erano radicate all'interno del partito. Emblematica è stata la distruzione di molti tra testi e opere credute troppo vicine ai borghesi. Dopo essersi reso conto che la lotta per il potere si stava facendo troppo intesa, e che le guardie rosse stavano diventando troppo pericolose, Mao decise di porre fine alla rivoluzione culturale.

## Il filo-marxismo
Dato il livello di restrizione nella Cina in quel periodo, e data l'opera di distruzione delle Guardie Rosse, le uniche opere giunte fino a noi da questo periodo sono di ispirazione comunista e filo-marxista. Guo Moruo (1891-1978) è stato uno dei grandi esponenti di questo pensiero; le sue opere, di cui la maggior parte teatrali, erano legate all'edificazione del socialismo.
Attivo già nel movimento del 4 maggio, pubblicò la sua prima raccolta di poesie nel 1919 col titolo La Dea(女神). Tema principale della raccolta era la lotta di classe, paragonata ad una luce che risplende sull'oscurità. Nel 1924 Guo si avvicina sempre di più al marxismo-leninismo, traducendo opere dal russo al cinese, e lasciandosi influenzare da questa nuova corrente di pensiero. In quegli anni pubblicò il suo primo libro, Studi sulla antica società cinese, la prima opera di ricerca sulla Cina scritta da un punto di vista comunista. Dopo aver ricoperto vari incarichi (tra i tanti: Vice presidente del consiglio di stato; direttore dell'accademia delle scienze; presidente della Federazione Nazionale della Letteratura e dell'Arte) per il PCC, allo scoppio della rivoluzione culturale rinnegò ogni suo scritto.
Altro autore che molto dette alla letteratura cinese nel periodo maoista fu Hu Shi. Nonostante la maggior parte delle sue opere siano state prodotte prima del 1949, viene associato a questo periodo in quanto proprio negli anni di Mao fu presidente dell'università di Pechino prima, e di quella di Taiwan poi. La sua battaglia principale fu per l'adozione del baihua come moderna lingua di letteratura. Dopo aver studiato negli Stati Uniti da giovane, tornò in Cina e nel 1917 pubblicò l'articolo Proposte per la riforma della letteratura, articolo che fece da "facciata" nel movimento del 4 maggio. Alcuni anni dopo pubblicò due saggi di storia della Cina: Sommario di storia della filosofia cinese nel 1919, e Storia della letteratura in lingua volgare nel 1928, prima di tornare negli USA come ambasciatore durante la guerra sino-giapponese.

### Principali autori
- Ai Qing (1910-1996)
- Ting Lang (1904-1986)
- Guō Mòruò (1892-1978)
- Feng Zhi (1906-1993)
- Hu Shi (1891-1962)

## Periodo post-maoista (dal 1976 a oggi)
Dopo la morte di Mao Zedong (9 settembre 1976) la letteratura moderna cinese fu soggetta a minor censura. A partire da quel momento gli scrittori che per tanti anni erano stati oppressi e boicottati dal regime furono nuovamente liberi di esprimersi su alcuni degli argomenti che erano stati censurati. L'influenza della letteratura straniera si fece viva e forte, sia come stili di scrittura che come argomentazioni. Ai testi classici come argomenti romanzi politici e autobiografici si affiancarono generi messi da parte nell'ultimo secolo, come la poesia, la narrativa e le opere teatrali. Uno dei primi movimenti a nascere fu la “Letteratura delle cicatrici”, un gruppo di letterati che aveva come obbiettivo dichiarato quello di raccontare le atrocità commesse dalle guardie rosse. I testi di questo gruppo però risultarono «artificiosi quanto quelli del realismo socialista degli anni precedenti», secondo Maria Rita Masci. Due famosi autori di questo movimento furono Lu Xinhua e Liu Xinwu. Entrambi avevano combattuto nella rivoluzione culturale ed erano stati mandati nelle campagne dal regime per “rieducarsi”. Vedendo le condizioni in cui versavano le campagne in quel periodo sentirono, una volta liberi di farlo, il bisogno di raccontare ciò che era realmente successo e che era stato nascosto negli anni prima.
Un altro movimento che ha preso piede poco prima degli anni Ottanta fu quello denominato “Ricerca delle radici”. Al suo interno i vari scrittori cercarono di riscoprire i tratti fondamentali della cultura cinese che erano stati perduti nel tempo. Il capostipite di questa scuola, Han Shaogong, parlando della letteratura cinese disse: «La letteratura ha radici che devono essere conficcate nella terra della cultura tradizionale di una nazione», giustificando il nome del suo movimento.  Di questo gruppo fa parte ancora oggi Mo Yan, uno dei più grandi scrittori contemporanei.  Quest'ultimo ha vinto nel 1997 il concorso come scrittore dell'anno in Cina e nel 2005 ha vinto il premio per la letteratura internazionale Nonino. Dai primi due capitoli della sua opera maestra, Sorgo Rosso, è stato tratto un film, vincitore dell'Orso D'oro al festival del cinema di Berlino nel 1988.
Fuori da questo filone storico-nostalgico si deve segnalare il movimento metropolitano di origine europea che ha avuto come principale spinta motivazionale la crescita dei nuovi giovani di Pechino, non traviati dal comunismo ma nati in una società nuova e consumistica. Uno degli esponenti di questo nuovo tipo di scrittura è l'autore Xu Xing. Nonostante i suoi scritti non siano più pubblicati in Cina, sono tuttora molto popolari tra i giovani del paese. Le sue storie trattano argomenti “nuovi” per il paese, come la droga e il sesso sfrenato dei giovani senza controllo. Dopo la pubblicazione di Quel che resta è tuo, l'autore si prese un periodo di riflessione, soprattutto in seguito ai fatti di Piazza Tienanmen.

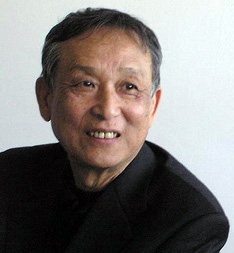
Gao Xingjian

Oggi la letteratura cinese, nonostante sia ben più libera di com'era sotto i regimi precedenti, non è ancora da considerarsi libera. Per fare un esempio, Gao Xingjian, uno dei membri più apprezzati della letteratura mondiale e uno dei due autori cinesi vincitori del premio Nobel per la letteratura (l'altro è Mo Yan), viene oggi considerato persona non gradita nel territorio cinese in quanto i suoi scritti e le sue opere teatrali sono state ritenute non veritiere dal regime e contenenti falsi eventi all'unico scopo di indurre la popolazione a rovesciare il regime. Pochi anni prima infatti, in seguito alla strage di piazza Tienanmen, aveva rassegnato le sue dimissioni da membro del Partito Comunista Cinese.

### Principali autori
- Gao Xingjian
- Can Xue
- Mo Yan
- Wang Shuo
- Zhou Wei Hui
- Qiu Xiaolong